# Aventuras de un oficinista japonés
Aventuras de un oficinista japonés es una novela gráfica de José Domingo de 2011. 

## Creación y trayectoria editorial
José Domingo creó Aventuras de un oficinista japonés como una historieta corta para el Fanzine de las Xornadas de Banda Deseñada de Ourense, pero, consciente de sus posibilidades como historia larga, preparó un dossier para presentarlo a diferentes editoriales en el Salón del Cómic de Barcelona de 2009. Después de que Bang Ediciones aceptara el proyecto, la amplió entre febrero y agosto de 2010 en el Estudio La Pelu, avanzando sin guion previo.
La obra se publicó el 12 de diciembre de 2011 en cartoné, en un formato de 24 x 33 cm.
Al año siguiente, recibió el premio a la mejor obra de autor español en el Salón del Cómic de Barcelona.

## Argumento y personajes
Como indica su propio título, la novela gráfica narra las rocambolescas aventuras que vive un oficinista japonés en su vuelta a casa, tras salir de trabajar.

## Estilo
Aventuras de un oficinista japonés es una obra muda, que presenta una estructura rígida de cuatro viñetas por página con una vista cenital de la acción. Muestra en ello la influencia que videojuegos como Loom, Maniac Mansion, Mario Bros., Monkey Island o The Legend of Zelda ejercieron sobre José Domingo. Su grafismo, en cambio, remite al de Chris Ware o el último Max.